# Stefan Jovanovic
Stefan Jovanovic  (* 31. März 1995) ist ein serbischer Handballspieler.

## Karriere
Jovanovic begann in seiner Heimat Handball zu spielen. In der Saison 2015/16 wechselte der Rückraumspieler in die zweite Mannschaft des Handballclubs Fivers Margareten. Seit der Saison 2016/17 läuft der Rechtshänder in der Handball Liga Austria für die Wiener auf. 2016/17 sicherte sich der Kreisläufer den Cup Titel. Im Herbst 2017 endete das Engagement bei den Fivers.

## Saisonbilanzen

### HLA
| Saison    | Verein                         | Spielklasse | Tore | 7-Meter | Feldtore |
| --------- | ------------------------------ | ----------- | ---- | ------- | -------- |
| 2016/17   | Handballclub Fivers Margareten | HLA         | 42   | 0/0     | 42       |
| 2017/18   | Handballclub Fivers Margareten | HLA         | 27   | 0/0     | 27       |
| 2016–2018 | gesamt                         | HLA         | 69   | 0/0     | 69       |

### HBA
| Saison    | Verein                         | Spielklasse | Tore | 7-Meter | Feldtore |
| --------- | ------------------------------ | ----------- | ---- | ------- | -------- |
| 2015/16   | Handballclub Fivers Margareten | HBA         | 14   | 0/0     | 14       |
| 2015–2016 | gesamt                         | HBA         | 14   | 0/0     | 14       |

## Erfolge
- Österreichischer Pokalsieger 2016/17